# 丈部大麻呂 (陸奥国)
丈部 大麻呂（はせつかべ の おおまろ）は、8世紀前半の日本で陸奥国安積郡陽日郷川合里にいた人物である。多賀城で発掘された木簡によって知られ、29歳のとき軍団兵士として勤務していたと推定される。左頬にほくろがあった。

## 解説
名が記された木簡は、多賀城の政庁と外郭南門を結ぶ道路の下に、東西方向に続いていた石組みの排水溝（SD1413溝A）を作るときに使われた土の中から見つかった。溝が作られたのは8世紀前半、同じ場所から出た他の木簡から絞り込んで、養老4年（720年）に按察使の上毛野広人を殺した蝦夷反乱とその鎮圧があった時期と推定される。
木簡には、「丈部大麻呂」と書いた下に続けて2行に分かれ「年廿九左頬黒子」と「陽日郷川合里」と書かれてあった。この1枚を大麻呂一人の情報にあて、個人情報を記した他の木簡とまとめて管理したと考えられる。同じ場所で出ていた木簡には軍関連のものが多く、身体的特徴の記載、郷より広くおおむね郡を単位にして管理されたとおぼしき点からも、兵士と推定される。
郷の下に里がある制度は715年から740年に限られる。平安時代の『和名類聚抄』に陽日郷はないが、安積郡に陽日駅が見え、陽日郷は8世紀の安積郡にあった郷と考えられる。